# ルシア・エリザベス・ヴェストリス
ルシア・エリザベス・ヴェストリス (英語: Lucia Elizabeth Vestris、1797年3月3日 - 1856年8月8日) はイングランドの女優、歌手、バーレスクパフォーマーである。アルトのオペラ歌手としてヴォルフガング・アマデウス・モーツァルトやジョアキーノ・ロッシーニなどの作品に出演したほか、バーレスクの製作・出演により「バーレスクの最初の大スター」と呼ばれている。歌手としてもよく知られていたが、劇場のプロデューサー及び支配人としてのほうが有名であった。舞台出演で財産を蓄えた後、ロンドンのオリンピック劇場でバーレスクやエクストラヴァガンザをプロデュースしており、とりわけジェイムズ・プランシェの作品で人気を博してこれで劇場は名を上げた。他の劇場でもマネージャーをつとめ、プランシェの作品を上演した。

## 生い立ち
エリザベスは1797年にロンドンでドイツのピアニストであるテレーゼ・ジャンセン・バルトロッツィと、美術商であるガエターノ・バルトロッツィの娘として生まれた。生まれた時はエリザベッタ・ルチア・バルトロッツィと呼ばれており、2人姉妹の長女であった。ガエターノは著名な画家で国王に仕える彫版師であったフランチェスコ・バルトロッツィの息子であった。ガエターノ・バルトロッツィは美術商として成功しており、1798年に事業を売却して一家は大陸ヨーロッパに移住した。一家はパリやウィーンで過ごした後にヴェネツィアに行ったが、そこにあった一家の地所はフランスによる侵略のために略奪の被害にあっていた。一家は再出発するためにロンドンに戻り、ガエターノは素描を教えるようになった。夫妻はロンドンで離別し、テレーゼは娘たちを養うためピアノのレッスンをするようになった。
ルシアは歌などを習った後、1813年にフランスのバレエダンサーであるオーギュスト・アルマン・ヴェストリスと結婚した。1819年頃までにはルシアは夫と離れて暮らすようになり、オーギュストは1825年に亡くなった。しかしながらルシアは夫の死後もずっと「マダム・ヴェストリス」という芸名を使い続けた。

## キャリアの始まり

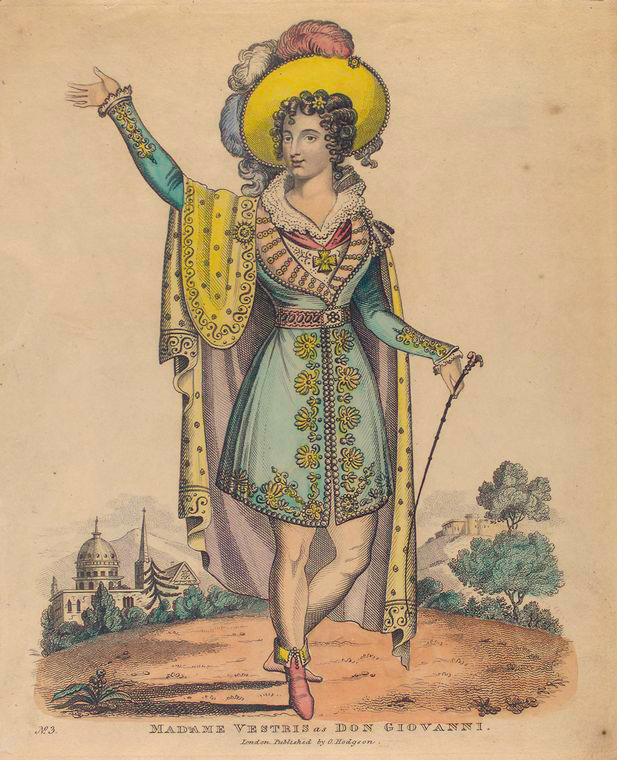
W・T・モンクリーフの『ロンドンのジョヴァンニ』にドン・ジョヴァンニ役で出演するヴェストリス（1820年頃、手彩色のエッチング）。

ヴェストリスは「マダム・ヴェストリス」として1815年に18歳でオペラ歌手としてデビューし、ピーター・ウィンターズのII ratto di Proserpina で主役をつとめた。1816年にはビセンテ・マルティーン・イ・ソレルの『椿事』に出演し、またモーツァルトのオペラである『コジ・ファン・トゥッテ』のドラベッラ役と『フィガロの結婚』のスザンナ役をつとめた。同年にパリのイタリア劇場にも出演した。
英語での初めてのヒット作は1820年、23歳の時にドルリー・レーン劇場で出演したスティーヴン・ストレイスの『ベオグラードの包囲』(Siege of Belgrade) と、W・T・モンクリーフのバーレスク作品である『ロンドンのジョヴァンニ』(Giovanni in London) であり、この作品ではヴェストリスは男性の主役であるドン・ジョヴァンニを演じた。このズボン役でヴェストリスは脚を見せたため、この作品はスキャンダラスな悪名をはせ、ヴェストリスは美貌により有名になった。これ以降ヴェストリスはさまざまな作品に登場し、キングズ・シアターではロッシーニのオペラの英語版初演の多くに出演し、時には作曲家本人の指揮のもとで歌った。出演作は『泥棒かささぎ』（ピッポ役、1821年）、『湖上の美人』（マルコム・グレーム役、1823年）、『リッチャルドとゾライーデ』（ゾミラ役、1823年）、『マティルデ・ディ・シャブラン』（エドアルド役、1823年）、『ゼルミーラ』（エマ役、1824年）、『セミラーミデ』（アルサーチェ役、1824年）などであった。ズボン役を得意としており、『後宮からの誘拐』（ブロンデ役、1827年）やジェイムズ・プランシェが特別に英語版として制作した『フィガロの結婚』（1842年、ケルビーノ役）など、モーツァルトのオペラにも出演した。"Cherry Ripe"（ロバート・ヘリック作詞、シャールズ・エドワード・ホーン作曲）や"Meet Me by Moonlight Alone"（ジョゼフ・オーガスティン・ウェイド作）などの新しい歌が流行ったきっかけもヴェストリスによる歌唱であったと言われている。アイザック・ネイサンによるコミックオペラであるThe Alcaid or The Secrets of Office（ロンドン、ヘイマーケット、1824年）のフェリックス役や、1826年4月12日にコヴェント・ガーデンのシアター・ロイヤルで上演されたカール・マリア・フォン・ウェーバーの『オベロン、または妖精王の誓い』のファティマ役など、オペラの世界初演にも参加した。

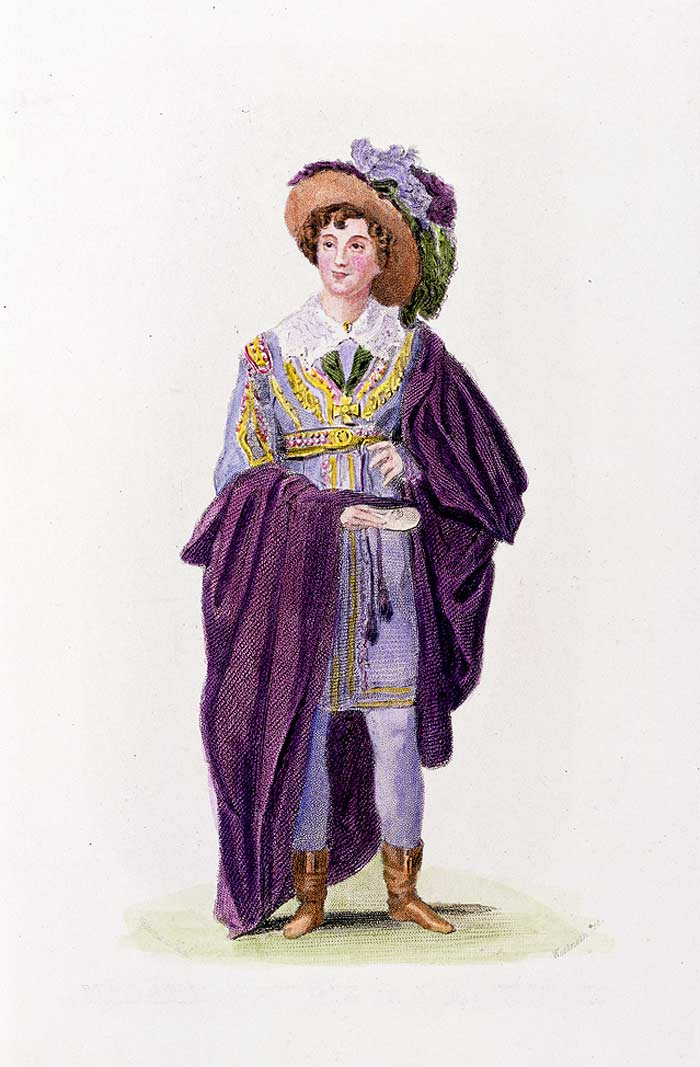
The Alcaidのフェリックス役をつとめるヴェストリス（1824年、ロンドン、彩色版画、ヴィクトリア&アルバート博物館所蔵）。

コヴェント・ガーデンの劇場が1830年に人件費削減に乗り出した際、ヴェストリスは劇場をリースするのに必要な金を借りることにした。これまでの出演で蓄えた財産を元手にし、ジョン・スコットからオリンピック劇場を借りた。この劇場でヴェストリスはバーレスクやエクストラヴァガンザを上演し、これによりオリンピック劇場は名を上げることとなった。同時代の劇作家であるジェイムズ・プランシェによる作品を多数製作したが、演出や衣装についてもプランシェがアイディアを出し、この協働は大きな成功をおさめた。

## 再婚後のキャリア
1838年にヴェストリスは作家で役者であるチャールズ・ジェイムズ・マシューズと結婚した。 夫妻はコヴェント・ガーデン劇場を借りて上演を行うようになった。1840年にヴェストリスはシェイクスピアの『夏の夜の夢』をあまりカットや改変なしに上演するということを行ったが、この作品はイングランド王政復古期以降、翻案での上演がふつうになっており、ヴェストリスは原作に近い形を復活させたと言える。1841年にヴェストリスはディオン・ブーシコー作のヴィクトリア朝笑劇London Assuranceを上演し、大成功をおさめたが、おそらくこれは「ボックスセット」（額縁舞台上で3方向を壁で囲む箱形のセット）が使われた最初の例である。この戯曲は初演以来人気があり、2010年にナショナル・シアターでも再演された。

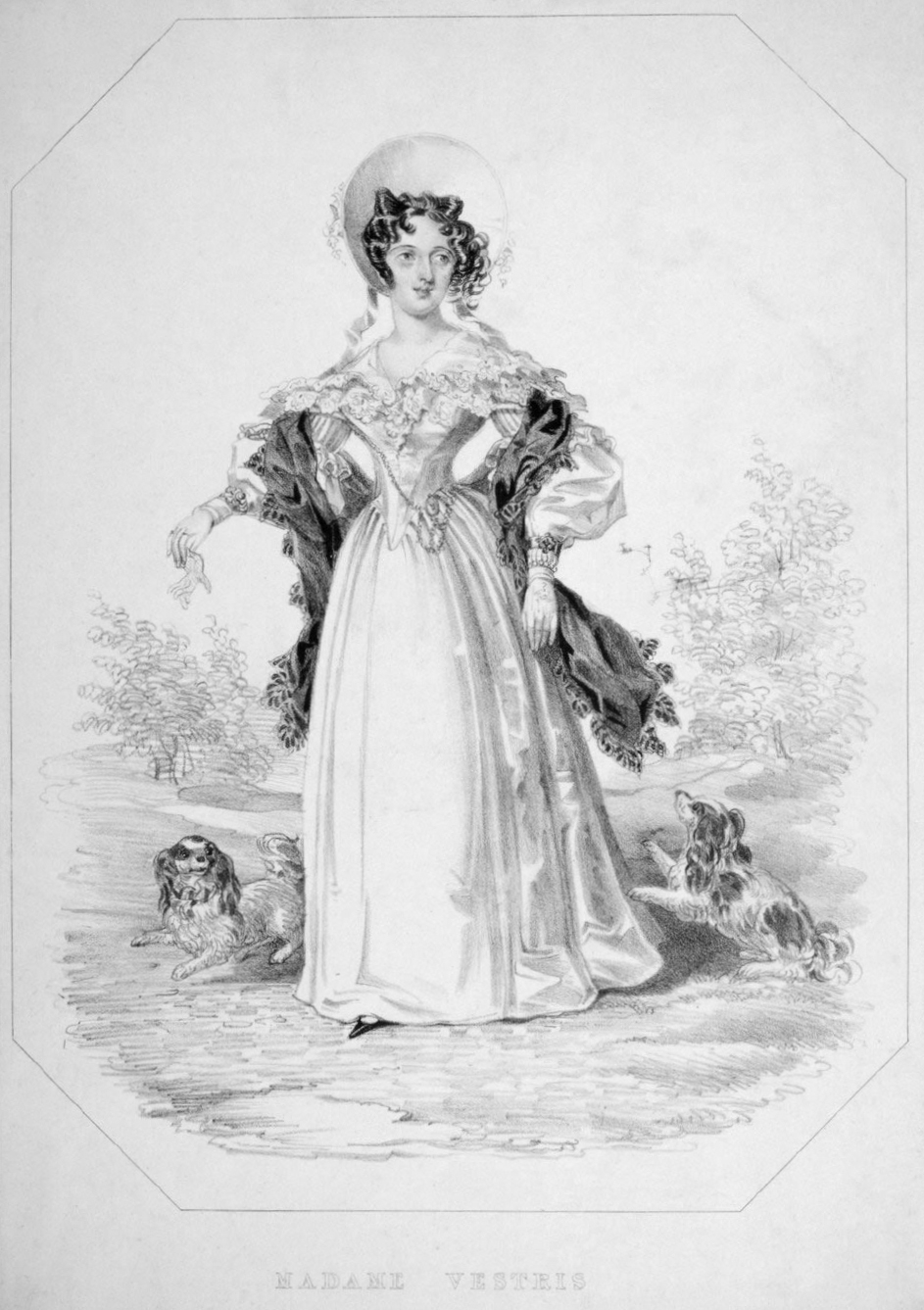
British Actress, Accompanied by Spanielsに掲載されたヴェストリスの肖像画（リトグラフ、1831 - 35年頃、フィラデルフィア美術館所蔵）。

この時期のヴェストリスと一緒に働いていた役者のジェイムズ・ロバートソン・アンダーソンによると、ヴェストリスは非常に優秀なマネージャーであったという。また、やはり同時代の役者であったジョージ・ヴァンデンホッフは、礼儀や品性に気を遣うヴェストリスの劇場運営を賞賛している。
1854年、ヴェストリスはマシューズとともに行った慈善公演出演を最後に引退した。1856年にロンドンで亡くなった。ケンサル・グリーン墓地に埋葬された。

## 評価
ヴェストリスは19世紀イギリス舞台芸術史における重要な人物とみなされている。とりわけヴィクトリア朝のバーレスクへの貢献により、「バーレスクの最初の大スター」と呼ばれている。また、シアター・ロイヤルにおける『夏の夜の夢』のプロダクションはシェイクスピアの上演に「多くの革新」をもたらしたと考えられている。
グランドオペラではそれほど成功しなかったが、Loan of a Lover、Paul Pry、Naval Engagementsなどの芝居では「楽しげな茶目っ気があり、魅力的」だったと評されている。しかしながら、ヘンリー・F・チョーリーをはじめとして、ヴェストリスが「当代随一の英語オペラのコントラルトにならなかったことを不満に思って」いる者も多数いた。チョーリーはヴェストリスの歌を褒め、もっとオペラのキャリアに努力を注いでいたら大成功したかもしれないと述べている。

## 誤った伝説
ピエール・コルネイユの『オラース』に悲劇女優として出演し、フランソワ＝ジョゼフ・タルマを相手にカミーユ役を演じたという伝説もあるが、これはアンジョロ・ヴェストリスの妻でルシアの夫の大おばにあたるフランソワーズ・ローズとの混同によるものであり、真実ではない。この噂はルシアがまだ存命であった1847年、トマス・マーシャルによるイギリスの男優・女優に関する著作で初めて記録された。1888年にジョン・ウェストランド・マーストンがこの話をほぼ面白半分でとりあげた。しかしながらこれとはうらはらに、ジョゼフ・ナイトが『英国人名事典』のヴェストリス夫人の記事で本当のことだと考えてこの話をとりあげてしまった。それ以降、この話は引き続き主要な百科事典などの資料に定期的に登場するようになった。結局、この伝説はヴェストリス夫人の伝記作家により否定された。

## 参考資料
- この記事にはアメリカ合衆国内で著作権が消滅した次の百科事典本文を含む: Chisholm, Hugh, ed. (1911). "Vestris, Lucia Elizabeth". Encyclopædia Britannica (英語). Vol. 27 (11th ed.). Cambridge University Press.
- William H. Appleton, Madame Vestris and the London Stage, New York: Columbia University Press, 1974
- （イタリア語） Gherardo Casaglia, Almanacco, in Amadeusonline, Paragon s.r.l.
- F. E. Halliday, A Shakespeare Companion 1564–1964, Baltimore, Penguin, 1964.
- Thomas Marshall Lives of the most celebrated actors and actresses, London, Appleyard, s.d., but 1847 (accessible for free online at Internet Archive)
- John Westland Marston, Our recent actors: being recollections critical, and, in many cases, personal, of late distinguished performers of both sexes. With some incidental notices of living actors, London, Samson Low, Marston, Searle & Rivington, 1888, II, pp. 148–149 (accessible for free online at Hathy Trust Digital Library)
- Charles James Mathews, The life of Charles James Mathews: chiefly autobiographical, with selections from his correspondence and speeches, edited by Charles Dickens, London: Macmillan & Co., 1879 (accessible for free online at Internet Archive: Volume I e Volume II)
- Charles E. Pearce, Madame Vestris and her times, New York, Brentano's, s.d. (accessible for free online at Internet Archive)
- Stanley Sadie (ed.), The New Grove Dictionary of Opera, Grove (Oxford University Press), New York, 1997 (article: Vestris [née Bartolozzi], Lucia Elizabeth [Eliza Lucy], IV, pp. 979–980) ISBN 978-0-19-522186-2
- Clifford John Williams, Madame Vestris: A Theatrical Biography, London: Sidgwick and Jackson, 1973

## 関連文献
- The Daughters of Thespis: or, a Peep Behind the Curtain. 1841. Memphis: General Books, 2012. Print.
- Kathy Fletcher, "Planche, Vestris, and the Transvestite Role: Sexuality and Gender in Victorian Popular Theatre", in Nineteenth-Century Theatre, Vol 15, no. 1, 1987: pp. 9–33
- Charles Molloy W.M.E. (ed.), Memoirs of the life, public and private adventures, of Madame Vestris: of the Theatres Royal Drury Lane, Covent Garden, Olympic and Haymarket, with interesting and amusing anecdotes of celebrated characters in the fashionable world, detailing an interesting variety of singularly curious and amusing scenes, as perferformed before and behind the curtain (etc.), London, Printed for the bookseller, 1839 (accessible for free online at Internet Archive)
- J. Norwood, "Picturing Nineteenth-Century Female Theatre Managers: the Iconology of Eliza Vestries and Sara Lane." New Theatre Quarterly, vol. 33, no. 1, 2017, pp. 3–21.
- J. Norwood, Lives of Shakespearean Actors, Part IV: Helen Faucit, Lucia Elizabeth Vestris and Fanny Kemble by their Contemporaries., Pickering & Chatto, 2011.
- Elliott Vanskike, "Consistent Inconsistencies: The Transvestite Actress Madame Vestris and Charlotte Brontë's Shirley.", in Nineteenth-Century Literature, Vol 50, no. 4, 1996: pp. 464–488